# کامیانکی-وانگکی
کامیانکی-وانگکی (به لهستانی:  Kamianki-Wańki) یک روستا در لهستان است که در گمینا پژسمکی واقع شده‌است.